# Franz Kocian
Franz Kocian (* 24. April 1925 in Hilgersdorf; † 22. Dezember 2023 in Grenzach bei Lörrach) war ein deutscher Webermeister und Historiker des Sudetenlandes. Er war engagiertes Mitglied der Sudetendeutschen Landsmannschaft.

## Leben und Wirken
Franz Kocian war das Kind taubstummer Eltern. Er wuchs zusammen mit seiner Schwester Mariechen in Hilgersdorf in einfachen Verhältnissen auf und besuchte die dortige Volksschule. Nach seiner Schulzeit absolvierte er eine Ausbildung zum Weber.
Im Alter von 17 wurde er zum Reichsarbeitsdienst und anschließend 1943 zur deutschen Wehrmacht einberufen. Sein Kriegsdienst als Kanonier der leichten Artillerie an der West- und Ostfront endete im Mai 1945, danach kehrte er in seinen Geburtsort Hilgersdorf zu seiner Mutter und Schwester zurück.
Kocian wurde anschließend wieder in seinem Beruf tätig, er heiratete seine deutschstämmige Frau Gertrud Pietsch, absolvierte die Meisterprüfung im Weberhandwerk und wurde Abteilungsleiter in einer tschechoslowakischen Weberei.
Wenngleich sein Organisationstalent sehr gefragt war und seine Arbeit sehr geschätzt wurde, so litt er doch unter dem zunehmenden politischen Druck bei der Arbeitszuteilung im Betrieb. Er entschloss sich mit Frau und Sohn Gunter 1967 zur Emigration nach Deutschland. Nach mehreren Stationen landete die Familie in Lörrach, wo sie sich niederließ und Franz Kocian bei der Firma Bosch Dienst bis zum Eintritt in den Ruhestand 1990 eine Anstellung fand.
Als aktives Mitglied der Sudetendeutschen Landsmannschaft sammelte er Postkarten und Fachinformationen zum Sudetenland insbesondere dem Schluckenauer Zipfel an der Grenze zu Deutschland, woher er und auch seine Vorfahren stammten.
Nach seiner Pensionierung konzentrierte sich Kocian auf Recherchen zur Geschichte seiner Heimat und die schriftstellerische Aufarbeitung seines Lebens. Seine detaillierten Berichte zur Wohnbevölkerung des Böhmischen Niederlandes fanden großes Interesse bei den Treffen der Sudetendeutschen Landsmannschaft.
Am 22. Dezember 2023 verstarb Kocian und wurde auf dem Friedhof im Lörrach beigesetzt.

## Erlebnisbericht und Heimatforschung
- In seinem Buch Meine Dienstzeit bei der deutschen Wehrmacht, 2. Auflage Lörrach 2019, ISBN 978-3-945046-05-0 hat Kocian seine Kriegserlebnisse sehr detailliert aufgeschrieben und lässt den Leser an Not, Hunger, Beschuss und Verwundung teilhaben.
- Im Bildband Hilgersdorf, wie es früher war hat Kocian eine Dokumentation der Häuser und der Beschreibung der Einwohner seines Heimatdorfes Hilgersdorf 2015 vorgelegt.
- Das hinterlassene umfangreiche historische Material zur Region Hilgersdorf wurde zur Sicherung der Daten für die Nachwelt dem Bayerischen Hauptstaatsarchiv Abteilung Sudetendeutsches Archiv München übergeben und ist dort einsehbar unter der Signatur: BayHStA, SdA, Kleinere Sammlungen 357–360, Franz Kocian.